# Fondul European Agricol pentru Dezvoltare Rurală
Fondul European Agricol pentru Dezvoltare Rurală (FEADR) este un fond creat de Uniunea Europeană în vederea dezvoltării agriculturii statelor membre ale acesteia.
În perioada 2008-2013, valoarea totală a fondurilor destinate cofinanțării contribuției financiare, acordată Romaniei prin Fondul European Agricol pentru Dezvoltare Rurală se ridică la circa 1,9 miliarde euro, după cum urmează
| Anul          | 2008  | 2009  | 2010  | 2011  | 2012 | 2013  |
| ------------- | ----- | ----- | ----- | ----- | ---- | ----- |
| Milioane Euro | 278,4 | 350,4 | 330,2 | 329,7 | 330  | 329,3 |